# Johan Peter Rottler
Johan Peter Rottler (1749, Estrasburgo - 1836 ) fue un botánico, y misionero luterano francés, habiendo aprovechado sus misiones en Dinamarca, Sri Lanka, e India para realizar expediciones botánicas.

## Biografía
De origen alsaciano, tras estudiar en la Universidad de Estrasburgo , fue ordenado por el obispo de Nueva Zelanda en 1775. Sale hacia la India y llegó a Tharangambadi el 15 de agosto de 1776. Estudió tamil y así dio su primer sermón en ese lenguaje en el año siguiente. Rottler vivió sesenta años en la India: 1º en Tharangambadi , luego a Thanjavur y finalmente a Madras. De las plantas recolectadas durante sus muchos viajes, envió a varios especialistas europeos como Johann Christian Daniel von Schreber (1739-1810) de Erlangen , Carl Ludwig Willdenow (1765-1812) en Berlín , William Roxburgh (1759-1815) de Calcuta y Martin Hendriksen Vahl (1749-1805) de Copenhague .
- La abreviatura «Rottler» se emplea para indicar a Johan Peter Rottler como autoridad en la descripción y clasificación científica de los vegetales.[1]